# 阮啸仙
阮啸仙（1897年—1935年3月6日），原名阮熙朝，字建备，号瑞宗，别号晁曦。广东河源县义合下屯人（今属广东东源县），中国共产党早期领导人之一，中华民国大陸时期广东青年运动和早期农民运动的领导人之一。

## 生平

### 少年时期
阮啸仙曾在私塾——洪亨书屋念书，8岁时进本村“闻啸轩”学堂读初小，后借此改名为「啸仙」。
1914年春，阮啸仙就读于私立河源三江高等小学。此时，袁世凯当政，学校教师李岐山、黄镜仁等向学生宣传「袁世凯复辟帝制的倒行逆施和要求民主的革命思想」。在《学生知爱国之道说》的习作中，阮啸仙写道：「……国民当知爱国……，在校学生为各界之种子，对于国家尤为重要，爱国之心毋后于人，方不负国家育才之至意……」。一年冬天，他回家度假，地主阮云楷到他家逼债、辱骂，使阮的心里埋下了反抗旧社会的种子。少年时代的阮啸仙，崇敬历史上的英雄人物，曾写下《洪秀全论》、《三军夺帅也，匹夫不可夺志也》等许多习作。

### 投身中共与农民运动
1918年春，阮啸仙考入广东甲种工业学校。在校期间，阮接触到新传入中国的马克思主义思想，开始转变为一个社会主义者。第二年，因与周其鉴、刘尔嵩等人组织广东中等以上学校学生联合会，参加「五四运动」，他们3人被开除学籍。后经“甲工”师生罢课、罢教抗议，3人学籍才得以恢复。
1920年下半年，阮啸仙参与创建广东地区的社会主义青年团。民国10年（1921年）加入中国共产党，成为中共广东支部成员之一。1922年5月，在广州召开的中国社会主义青年团第一次全国代表大会上，阮当选为团广东区委书记，同年秋，他从「甲工」毕业，随即投身工人运动。1923年6月，时值国共合作、中国国民党工作改组，阮担任中国国民党广州临时区党部执行委员会委员，兼任中共广东区委委员及农民运动委员会书记。
1925年，阮啸仙与彭湃在广州创办广州农民运动讲习所（农讲所）。此后阮啸仙先后当选广东农民协会常务委员、中共中央农民运动委员、中国国民党中国农民运动委员会委员。

### 国共合作破裂后
1927年，蒋介石领导下的中国国民党在上海清党，与中共决裂。阮啸仙继续在中共旗下反对蒋派，并与彭湃、穆青等组织广东省委，出任中共广东省委组织部长。同年，阮啸仙与张太雷等进行广州起义的准备工作，起义失败后，广东省委转移到香港，不久，阮啸仙奉命转赴莫斯科。
1928年，阮啸仙在莫斯科被选为中共中央审计委员会委员。次年回国，首先进入中共江苏省委和上海市委的领导层，再全面主持全党的审计工作。1930年，阮啸仙调中央宣传部，在中共机关报《红旗》上连续发表文章抨击地主豪绅和国民党。1931年，阮被派到中共中央北方局任组织部长。11月，中华苏维埃共和国第一次全国代表大会在瑞金召开，阮啸仙当选为中央执行委员，参与临时中央政府领导。此后，阮连任中央执行委员并为中央审计委员会主任。1934年秋，红军反围剿失利，中央苏区失守，中共撤离中央革命根据地。阮啸仙任赣南省委书记兼赣南军区政治委员，在赣南地区进行对国民党的游击活动。
1935年3月5日，阮啸仙在江西会昌地区的中岭、马岭一带与国军作战；次日（3月6日），当阮欲率众突破包围时，负重伤身亡，时年38岁。
陈毅获悉阮啸仙和贺昌身亡的消息后，写了一首《哭阮啸仙和贺昌同志》作為紀念：「环顾同志中，阮贺足称贤，阮誉传岭表，贺名播幽燕，审计呕心血，主政见威严，哀哉同突围，独我得生存」。